# Europese Vrijhandelsassociatie
De Europese Vrijhandelsassociatie (EVA) - ook bekend onder de Engelstalige afkorting EFTA - is een samenwerkingsverband van Europese landen dat een vrijhandelszone vormt. Zij bestaat tegenwoordig uit vier landen: IJsland, Liechtenstein, Noorwegen en Zwitserland.

## Doelstelling
De EVA heeft tot doel de vrije handel in industriële goederen tussen de deelnemende landen te bevorderen en daarmee bredere doelstellingen te verwezenlijken (duurzame groei, volledige werkgelegenheid, hogere productiviteit en een rationeel gebruik van hulpbronnen).
De EVA kan worden gezien als een tegenhanger van de Europese Unie, hoewel de samenwerking tussen de deelnemende landen bij de EVA alleen een vrijhandelszone betreft. Zelfs op het gebied van de vrijhandelszone gaan de EVA-lidstaten niet zover als de EU. De EVA is geen douane-unie. Dit betekent dat er geen invoerrechten of beperkingen gelden tussen de lidstaten onderling maar dat ze niet samenwerken ten opzichte van de niet-lidstaten. Elke lidstaat kan daarop zijn eigen beleid voeren en bijvoorbeeld zelf bepalen hoe hoog de invoerrechten zijn. Dit heeft tot gevolg gehad dat drie van de vier huidige lidstaten (Noorwegen, IJsland en Liechtenstein) een akkoord met de EU gesloten hebben om zo de Europese Economische Ruimte (EER) te vormen.

## Geschiedenis

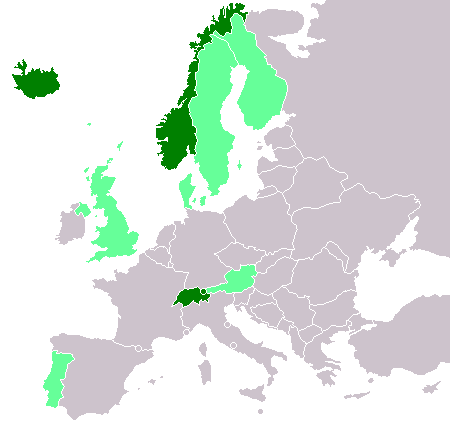
EVA lidstaten
voormalige lidstaten

De Europese Vrijhandelsassociatie ontstond als reactie op de oprichting van de Europese Economische Gemeenschap (EEG) door het Verdrag van Rome (1957). Zeven landen die niet tot de EEG behoorden, besloten toen samen te werken door de onderlinge douanerechten af te schaffen, maar zonder een supranationaal gezag als dat van de EEG te aanvaarden. Het ging om  Denemarken, Noorwegen, Oostenrijk, Portugal, het Verenigd Koninkrijk, Zweden en Zwitserland. Deze landen sloten in 1960 de conventie van Stockholm, waarbij de EVA werd opgericht. De zeven landen werden de eerste lidstaten. 
In 1970 trad IJsland toe. De EVA telde toen acht lidstaten, het hoogste aantal ooit. Meer van de helft daarvan zou later de EVA ruilen voor de EEG. 
Begin 1973 verlieten Denemarken en het Verenigd Koninkrijk de EVA om toe te treden tot de EEG. 
Finland, dat sinds 1961 geassocieerd lid van de EVA was, werd in 1986 volwaardig lid. 
Portugal verliet de EVA in 1986 om lid van de EEG te worden. 
In 1991 werd Liechtenstein, dat al eerder een douane-unie vormde met Zwitserland, lid van de EVA. 
In 1995 traden Finland, Oostenrijk en Zweden uit de EVA om lid van de Europese Unie (EU, de opvolger van de EEG) te worden. 
Sinds 1994 vormen drie van de vier overgebleven EVA-landen samen met de EU de Europese Economische Ruimte (EER). Alleen Zwitserland is buiten de EER gebleven, doordat de bevolking het lidmaatschap daarvan in een referendum verwierp. Wel heeft Zwitserland een vrijhandelsakkoord en andere akkoorden met de EU gesloten, waardoor zijn verhouding tot de EU in de praktijk niet veel verschilt met die van de andere EVA-landen.  De vier EVA-landen maken ook deel uit van de Schengenzone. 
Verschillende andere landen hebben ooit interesse gehad om tot de EVA toe te treden: de ministaten Andorra, Monaco en San Marino, maar ook Israël, Turkije en Marokko. 
Nadat het Verenigd Koninkrijk door een referendum in 2016 besloten had de EU te verlaten (de Brexit) gingen daar stemmen op om opnieuw tot de EVA toe te treden, maar dat gebeurde niet.

## Organisatie
De Vrijhandelsassociatie kent drie organen. Deze zijn het secretariaat, de Toezichthoudende Autoriteit en het Hof van de Europese Vrijhandelsassociatie. De organisatie zetelt in Zwitserland in de plaats Genève. Het secretariaat zit in Brussel om het vrijhandelsassociatie-comité te ondersteunen, alsook de Raad en het comité van de Economische Europese Ruimte. Verder adviseert het secretariaat van de Vrijhandelsassociatie parlementaire en consult comités. De administratie van het secretariaat zit in Luxemburg, net als het EVA-Hof.

## Leden en voormalige leden
Hieronder in tabelvorm de (ex)EVA-landen en de data van toetreding (en uittreding) tot de EVA.
| land                | toetreding | uittreding |
| ------------------- | ---------- | ---------- |
| Denemarken          | 1960       | 1973       |
| Verenigd Koninkrijk | 1960       | 1973       |
| Portugal            | 1960       | 1986       |
| Oostenrijk          | 1960       | 1995       |
| Zweden              | 1960       | 1995       |
| Noorwegen           | 1960       | -          |
| Zwitserland         | 1960       | -          |
| IJsland             | 1970       | -          |
| Finland             | 1986       | 1995       |
| Liechtenstein       | 1991       | -          |

### Belangrijke gegevens leden
| Land          | Oppervlakte (× 1 km2) | Inwoners (× 1000) | BNP (€ miljard) | BNP (in PPP€ per hoofd) |
| ------------- | --------------------- | ----------------- | --------------- | ----------------------- |
| IJsland       | 103.000               | 334,5             | 12,8            | 32.700                  |
| Liechtenstein | 160                   | 37                | 4,3             | 57.800                  |
| Noorwegen     | 384.802               | 5.177,2           | 377,0           | 49.000                  |
| Zwitserland   | 41.285                | 8.238,7           | 528,8           | 43.200                  |